# 권현수
권현수(1960년 12월 16일~)은 대한민국의 성우이다. 1986년 KBS에 입사했으며, KBS 20기이다. 한국방송 성우극회 소속이다.